# Parafia Najświętszego Serca Pana Jezusa w Brudnowie
Parafia Najświętszego Serca Pana Jezusa w Brudnowie – parafia rzymskokatolicka, znajdująca się w diecezji włocławskiej, w dekanacie nieszawskim.